# Repubblica Ceca ai XVIII Giochi olimpici invernali
La Repubblica Ceca partecipò ai XVIII Giochi olimpici invernali, svoltisi a Nagano, Giappone, dal 7 al 22 febbraio 1998, con una delegazione di 61 atleti impegnati in nove discipline.